# Greg Pitts
Greg Luke Pitts (Sarasota, 21 gennaio 1970) è un attore statunitense.

## Carriera
Ha interpretato vari ruoli in film e serie televisive, tra cui Grey's Anatomy e Sons & Daughters, ed è apparso come nelle pubblicità della Allstate Insurance con il collega Andrew Hawtre. 
Pitts si è laureato in teatro all'Università della Florida Meridionale nel 1992.

## Filmografia parziale

### Cinema
- Impiegati... male! (Office Space), regia di Mike Judge (1999)
- Panic, regia di Henry Bromell (2000)
- Beethoven 3 (Beethoven's 3rd), regia di David M. Evans (2000)
- Le ragazze del Coyote Ugly (Coyote Ugly), regia di David McNally (2000)
- Duetto a tre (The Third Wheel), regia di Jordan Brady (2002)
- Insieme per caso (Unconditional Love), regia di P. J. Hogan (2002)
- Quel genio di Bickford (Bickford Shmeckler's Cool Ideas), regia di Scott Lew (2006)
- Idiocracy, regia di Mike Judge (2006)
- News Movie (The Onion Movie), regia di James Kleiner (2008)
- Bachelor Party 2: The Last Temptation, regia di James Ryan (2008)
- Alvin Superstar - Nessuno ci può fermare (Alvin and the Chipmunks: The Road Chip), regia di Walt Becker (2015)

### Televisione
- Damon – serie TV, 7 episodi (1998)
- Susan – serie TV, un episodio (1999)
- L'occhio gelido del testimone (Witness Protection), regia di Richard Pierce – film TV (1999)
- Normal, Ohio – serie TV, 7 episodi (2000)
- Eve – serie TV, un episodio (2004)
- CSI - Scena del crimine (CSI: Crime Scene Investigation) – serie TV, un episodio (2005)
- Grey's Anatomy – serie TV, 5 episodi (2005-2007)
- Sons & Daughters – serie TV, 10 episodi (2006-2007)
- Sarah Silverman Show (The Sarah Silverman Program) – serie TV, un episodio (2007)
- Moonlight – serie TV, un episodio (2008)
- Detective Monk (Monk) – serie TV, episodio 7x03 (2008)
- Weeds – serie TV, 2 episodi (2008)
- Bones – serie TV, un episodio (2010)
- Melissa & Joey – serie TV, un episodio (2011)
- L'uomo di casa (Last Man Standing) – serie TV, 2 episodi (2011)
- Burn Notice - Duro a morire (Burn Notice) – serie TV, un episodio (2012)
- The New Normal – serie TV, un episodio (2013)
- American Crime Story – serie TV, un episodio (2018)
- Modern Family – serie TV, un episodio (2019)
- The Detour – serie TV, 2 episodi (2019)
- The Resident – serie TV, 2 episodi (2020)
- Young Sheldon – serie TV, un episodio (2023)

## Doppiatori italiani
Nelle versioni in italiano delle opere in cui ha recitato, Greg Pitts è stato doppiato da:
- Francesco Pezzulli in Impiegati... male!
- Massimo Di Benedetto in Normal, Ohio
- Fabrizio Picconi in CSI - Scena del crimine
- Francesco De Francesco in Grey's Anatomy
- Stefano Santerini in Quel genio di Bickford
- Luigi Ferraro in Detective Monk
- Gianluca Cortesi in Young Sheldon